# Kathrin Haacker
Kathrin Haacker (Wismar, 3 aprile 1967) è un'ex canottiera tedesca.

## Palmarès

### Olimpiadi
- 2 medaglie:
  - 1 oro (Seul 1988 nell'otto[1])
  - 1 bronzo (Barcellona 1992 nell'otto[2])

### Mondiali
- 6 medaglie:
  - 2 ori (Bled 1989 nel due di coppia[1]; Indianapolis 1994 nell'otto[2])
  - 2 argenti (Copenaghen 1987 nel due di coppia[1]; Tasmania 1990 nel quattro senza[1])
  - 2 bronzi (Nottingham 1986 nel due di coppia[1]; Roudnice 1993 nell'otto[2])